# Иванов, Артём Аркадьевич
Артём Аркадьевич Иванов (род. 28 июля 2003, Елизово, Камчатская область или Петропавловск-Камчатский) — российский хоккеист, нападающий.

## Биография
Уроженец Камчатки, встал на коньки в Елизово. Позже с родителями переехал в Москву, где занимался в спортивной школе «Орбита» (Зеленоград), а с 2017 года — в «Динамо» Москва.
В конце января 2020 года дебютировал в команде МХЛ МХК «Динамо» Москва, где провёл следующие четыре сезона. В сезоне 2023/23 сыграл первые два матча в КХЛ — в середине февраля в играх против «Динамо» Минск (2:1) и «Витязя» (6:3).
Чемпион МХЛ и обладатель Кубка Харламова (2021). Обладатель Кубка Континента (2024). В сезоне 2023/24 МХЛ стал лучшим снайпером чемпионата, забросив 30 шайб в 52 матчах; сделал пять дублей и один хет-трик. Набрав 58 очков, стал четвёртым бомбардиром МХЛ.